# Hövsan Burnu
Hövsan Burnu är en udde i Azerbajdzjan.   Den ligger i distriktet Baku, i den östra delen av landet, 16 km öster om huvudstaden Baku.
Terrängen inåt land är platt. Trakten är tätbefolkad. Närmaste större samhälle är Baku, 16,3 km väster om Hövsan Burnu.
Omgivningarna runt Hövsan Burnu är i huvudsak ett öppet busklandskap.